# Akçabağlar, Kilis
Akçabağlar là một xã thuộc thành phố Kilis, tỉnh Kilis, Thổ Nhĩ Kỳ. Dân số thời điểm năm 2010 là 77 người.